# Mario Albertini (filosofo)
Mario Albertini (Pavia, 23 febbraio 1919 – Pavia, 20 gennaio 1997) è stato un politico italiano. Professore di filosofia della politica presso l'Università di Pavia, ha sostenuto un progetto di unione federalista per l'Europa alla guida del Movimento Federalista Europeo e della Unione dei Federalisti Europei.

## Biografia
Nel 1945 aderì al Movimento Federalista Europeo che era stato fondato due anni prima a Milano da Altiero Spinelli. Di idee liberali, lasciò tuttavia il Partito Liberale dopo la decisione di quest'ultimo di appoggiare la monarchia nel referendum del 1946. Dopo la laurea in filosofia nel 1951, divenne docente di Storia contemporanea, Dottrina dello Stato,  Scienza della Politica e Filosofia della politica presso l'Università di Pavia.
Stretto collaboratore di Altiero Spinelli dal 1953, lo sostituì alla guida del Movimento Federalista Europeo quando si dimise in seguito alla sconfitta sul progetto di esercito europeo, la Comunità Europea di Difesa. Nel 1959, con un gruppo di militanti del Movimento Federalista Europeo fondò a Milano la rivista Il Federalista impegnata nel dibattito sui temi di fondo del federalismo.
Diresse il MFE italiano dal 1966 e fu presidente dell'Unione dei Federalisti Europei dal 1975 al 1984. È poi rimasto come figura di riferimento e d'indirizzo all'interno del Mfe fino alla fine, nel 1997.
A livello teorico, fin dalle pagine taglienti e polemiche su Lo Stato nazionale, sosteneva, sulla scia di Einaudi, che a furia di voler custodire una sterile sovranità, gli Stati nazionali europei erano ridotti a "polvere senza sostanza". Da lì l'esigenza di guardare all'unificazione europea come alla medicina d'urto indispensabile.